# Triglachromis otostigma
Triglachromis otostigma (Regan, 1920), unica specie del genere Triglachromis  Poll & Thys van den Audenaerde, 1974, è un pesce d'acqua dolce appartenente alla famiglia Cichlidae, sottofamiglia Pseudocrenilabrinae.

## Distribuzione e habitat
Questa specie è endemica del lago Tanganica, dove predilige le acque più profonde delle aree costiere.

## Descrizione
Raggiunge una lunghezza massima di 12 cm.

## Alimentazione
T. otostigma ha dieta onnivora ma si nutre alghe diatomee.

## Acquariofilia
Questa specie, non molto diffusa in commercio, è indicata anche per acquari di comunità.